# Ръжево
Ръ̀жево (изписване до 1945 година: Рѫжево) е село в Тракия, в община Калояново, област Пловдив, България. Селото е в границите на България от 1885 година. Официалното му име до 1878 година е Вържова – име, което се среща по някои австрийски и германски карти и през XX век. Произношението на името в местния тракийски диалект е Ръ̀жово, и съответно името на жителите му – ръ̀жовци. Името Ръжово също е фиксирано в някои карти от началото на XX век. Правилното изписване на името на селото на латиница е Razhevo.
Селото често е бъркано със съседното по-голямо село Ръжево Конаре, основано през първата половина на XVII век от преселници от Северна България и от Ръжево, което е наричано в региона само Конаре, а жителите му – конарци.

## География
Село Ръжево е разположено на 30 километра северно от Пловдив и на 30 километра южно от Карлово, на левия, нисък бряг на река Стряма, ляв приток на Марица, разделяща Същинска от Сърнена Средна гора. Намира се в центъра на едно от най-равните места в България и при малко по-лошо време, освен тракийските могили, във всички посоки се вижда единствено Тракийската равнина без никакво възвишение. При добро време се вижда Средна гора и Стара планина зад нея.
Климатът в региона е преходноконтинентален, зимата е мека, а лятото сухо и горещо, като температурите често минават 40 °C. Почвата в землището на селото е алувиална. Покрай селото минава така наречената Майорска река – напоителен канал, отклонен от река Стряма.
Село Ръжево има три изхода – асфалтиран път към село Ръжево Конаре на юг (3 километра), асфалтиран път към село Черноземен (наричано в района Чернозем) на запад (750 метра до Червеното мостче – пешеходно, 2 километра до Големия мост – автомобилен) и черен път към селата Бегово (3 километра) и Сухозем (5 километра) на североизток.
Село Ръжево има автобусна връзка с Пловдив, като автобусите тръгват от Автогара „Север“. Друг начин за придвижване е с влак от Пловдив (Централна гара или гара Филипово) за Карлово или от Карлово за Пловдив, като се слиза на жп спирка Черноземен. До Черноземен (слизане на жп спирката) може да се стигне и с автобус от Пловдив (Автогара „Юг“) за Карлово или от Карлово за Пловдив. От жп спирката се тръгва надолу към Черноземен, минава се през центъра на селото, пресича се Стряма по Червеното мостче (наричано от черноземци Ръжевското мостче) и в равното се вижда Ръжево с – ако е краят на август или септември – пушещите комини на ракиджийницата, наричана по-често с любов просто „Казаните“.

## История

### Етимология на името
Местната легенда приписва основаването на Ръжево на Баба Ръжа (среща се и вариант Ружа), бегълка от турците, но етимологията на името на селото е свързана с ръж и с популярния навремето в района хляб ръженик. Други автори предлагат етимология от оръжие, тъй като
| „ | Конят и оръжието са характеризирали обществено Ръжево още преди османското нашествие – ръжевците ще да са били ангажирани с поддържане и отбрана на пътя за Карлово или на близките проходи в Средна гора. | “ |

Ръжевоконарският писател Спас Лесов предлага друга етимология на името. Според него, името Ръжево е вероятно транскрипция, получена чрез вътрешна промяна – метатеза, и изпускане на началната съгласна „в“ от старото име (Виржева, Връжво, което значи върг, врага – чеп, подутина на отрязан клон, упорито), продиктувано от познатия в местния говор стремеж да се избягва натрупване на съгласни звукове, а не от „ръж“. 
Името Ръжево носи и една махала на село Братя Даскалови. Села със сходно звучащи имена има и в община Казанлък – Ръжена, в община Маджарово – Ръженово и в община Руен – Ръжица. В Северна Македония има села Ръжаничино и Ържаново.

### Античност и Средновековие
В Античността землището на Ръжево влиза в земите на тракийското племе беси, от които днес са останали следи на няколко тракийски селища и могилни некрополи. Най-старият археологически паметник е намереният в 1960 година на 1 километър южно от селото вдясно от пътя за Ръжево Конаре каменен скиптър, представляващ глава на кон с част от шията. Скиптърът е първият по рода си открит в България и се отнася или към края на халколита и началото на бронзовата епоха или към ранната желязна епоха.
На около 2 километра северно от Ръжево в местността Ямачката (Рогачев кладенец), през която днес минава пътят Чернозем-Бегово, са следите на най-голямото селище на бесите в района, съществувало и по римско време. В него са намирани римски сребърни, билонови и медни монети от II и III век и керамика. Некрополът на селището се състои от 13 могили. Некрополът на второ селище е открит в местността Дервишова могила. Наличието на могили в самото село Ръжево (днес унищожени) показва, че и селото е разположено върху останките на старо тракийско селище. Второто по големина тракийско селище е разположено югозападно от Ръжево с некропол от седем могили. Следи от римско селище има в местността Барата (Пладнището).
В околностите на Сухозем е открита римска военна диплома на тракиеца Долес, служил в Сирия по време на управлението на император Веспасиан (69 – 79 г.), което показва наличието на тракийско селище от римско време в района между Ръжево и Сухозем.
В землището на селото има и няколко християнски оброчища – „Свети Илия“ до Попската могила, „Свети Георги“ в Старите гробища, „Света Богородица“ в югоизточния край на селото, „Свети Никола“ южно от селото вдясно от пътя за Ръжево Конаре и Кръста.

### В Османската империя
Сведения за Ръжево под името Вържова, Вирижева има в османски регистри от 1562 и 1576 година. Селото е единственото християнско село в северната част на големия вакъф на пловдивската Шахбединова Имарет джамия. Той е основан през XV век от бейлербея на Румелия Шахбедин паша, наследил големите мюлкове на баща си, завоевателят на Тракия и София Лала Шахин, и се простира по долината на Стряма от Пловдив до Карловското землище. В джелепкешанския регистър на Мехмед Чауш от 1576 година селото е споменато като Вирижева и е едно от 8-те християнски села от 54-те села в Стремската долина.
По археологически и фолклорни данни през XVI век – началото на XVII век ръжевци основават съседните села Ръжево Конаре и Бегово. До Освобождението тези три села са единствените с български имена в района.
През XIX век землището на Ръжево е било няколко пъти по-голямо и откъсването на територии от него за заселването на околните села е довело до традиционен конфликт на ръжевци с всичките им съседи. В 1904 година вестник „Просвета“ пише:
| „ | Землищата на много села и градове се простират далеч в землищата и навлизат до самите села и градове по силата на завладяна земя още от турско време... Ръжево е признало, че около 13 – 14 хиляди декара земя, считана сега като Ръжевско землище, принадлежи на Каратопрашката, Долно и Горномахленската, Химитлийската и Чукурлийската община, и че в това пространство селото Ръжево няма нито една брезна. | “ |

Конфликтът за земята е особено силен с жителите на основаното през XIX век село Каратопрак (от 1934 година Черноземен), много от които са бежанци от Беломорска Тракия и по тази причина са наричани презрително от ръжевци гърци. Тракийските бежанци се заселили на високия десен бряг на Стряма, където почвата е плодороден чернозем и по тази причина ръжевци трудно се разделят с нивите си там. Първите бежански къщи са многократно разрушавани от въоръжени ръжевци. В началото на XX век спорът за местността Райнов трап взима и човешки жертви.
През XIX век в района на Ръжево действат хайдушките чети на Вълко войвода от село Войнягово и на ръжевеца Хайдут Трифон от големия ръжевски род Гергьовци, на когото е кръстен Трифонов кладенец в селото.

### В Източна Румелия и България
След Руско-турската война (1877 – 1878 г.) по Берлинския договор село Ръжево попада в Източна Румелия. Ръжевци, известни в района с консервативния си нрав, за разлика от съседите си конарци и черноземци не участват активно в политическия живот на Източна Румелия или на България, нито в комунистическата въоръжена съпротива, но лоялни на властта изпълняват войнския си дълг. След Съединението от 1885 година ръжевци участват в Източния корпус на българската армия, извършил героичния пеши марш от турската до сръбската граница, за да спре при Сливница настъпващите сръбски войски. През Балканската, Междусъюзническата и Първата световна война ръжевци се сражават за обединението на българската нация в редовете на Девети пехотен пловдивски полк на Втора пехотна тракийска дивизия. Двама души от Ръжево са доброволци в Македоно-одринското опълчение.
В Междусъюзническата война Втора пехотна дивизия нанася тежки поражения на сръбската армия при гара Удово и Криволак. През Първата световна война ръжевци участват в епичните сражения при Дойран и на завоя на река Черна, а през Втората световна война Втора тракийска дивизия участва в Страцинско-кумановската настъпателна операция и ръжевци се сражават в тежките боеве при Страцин и Стражин.
През 1941 – 1944 година по време на така нареченото Партизанско движение жителите на селото остават лоялни на правителството. Партизаните Атанас Николов Чомаков и Минчо Николов Рангелов от Пъдарско са предадени от Рангел Доков и кмета на селото Лазар Чонов, обградени в плевнята на Доков и след сражение, в което участват и ръжевски контрачетници като Крум Витанов Христов – заловени. В Малкия парк в Ръжево има паметник на Атанас Чомаков.
В средата на 80-те години комунистическата власт при кмета Христо Чемширов прави в Ръжево някои големи благоустройствени промени. В селото се появява водопровод. Асфалтът, който дотогава свършва на 200 метра преди селото, навлиза в Ръжево и някои от основните улици са асфалтирани. Изграден е околовръстен път, който поема автомобилния трафик между Ръжево Конаре и Черноземен, минаващ дотогава през центъра на Ръжево. С общи усилия на селяните се изгражда Здравна служба до Читалището и е ремонтирана черквата. Появяват се и две обществени чешми, които днес вече не функционират – едната на ъгъла на Големия парк, а другата – пред Арабаджиите.
От началото на 90-те години селото навлиза в период на упадък, характерен за повечето населени места в района. За него допринася и изместването на общинския център от Ръжево Конаре в смесеното католическо-православно село Калояново, но основна причина са големите промени в собствеността на земята и унищожаването на бившето кооперативно стопанство. Започва масова миграция към градовете – Пловдив, Карлово и в по-малка степен София и Сопот. В средата 90-те село Ръжево е жална гледка – без редовна транспортна връзка с друго населено място, пусти улици, никакво улично осветление, рушащи се читалище и магазин. Прекрасният „Голям парк“, гордостта на селото, поддържан през 80-те от Иванка Йочова, обрасва с бурени, много дървета са изсечени за огрев, а живият му плет изсъхва.
В първите години на XXI век в селото се забелязва тенденция към спиране на упадъка и дори към леко съживяване. Налице е слаба обратна миграция от градовете – предимно на млади пенсионери – и дори в последните две години в Ръжево се заселват три арменски семейства, икономически емигранти от Армения, които работят в Пловдив.
Село Ръжево пострадва значително от наводненията в края на септември 2005 г. и през октомври и ноември 70 – 80 къщи са наводнени след като река Стряма излиза от коритото си.

## Религии
Разположено в смесената православно-католическа община Калояново, село Ръжево е предимно православно. През 90-те години има една католическа къща, днес обезлюдена. Двата традиционни цигански рода – Шабаните и Латифите – са мюсюлмани, а новозаселилите се арменски семейства са армено-григорианци. Протестанти в селото няма, а съществителното протестантин традиционно се използва за човек, който няма елементарно възпитание, добри нрави и има склонност към алкохола или към разврат. Отношението към българите католици сред ръжевци по традиция и до днес е предимно отрицателно – „чужда вяра“ и „Тя е българка, но взе католик“ са нормални изрази в ръжевските кръчми. Арменските заселници, като монофизити, също са определяни като „чужда вяра“.

## Обществени институции
- Бившето училище, впоследствие детска градина „Щастливо детство“, днес е ферма за червени калифорнийски червеи, хранещи се с биологични отпадъци, които преработват в изкючително ценна тор за градински цветя.[23]

- Ръжево има читалище „Съзнание“, основано преди 1945 година, със сравнително голяма библиотека и киносалон към него.[24]

- В селото има земеделска кооперация.

## Културни и природни забележителности
Основна забележителност в Ръжево е черквата „Свети Николай Чудотворец“, еднокорабна базилика построена през пролетта на 1885 година за 80 дни от майстори от село Строево, с помощта на местното население. Черквата е осветена на 6 юни 1885 година от пловдивския левкийски епископ. В 1928 година пострадва от Чирпанското земетресение.
Първият свещеник в Ръжево е Ангел Малинов от Каратопрак, който преди това е учител в селото. След него свещеник става ръжевецът Иван Найденов, служил до смъртта си в 1931 година и погребан до черковния олтар. След смъртта му черквата остава без свещеник и се обслужва от каратопрашкия свещеник. През 1936 година е ръкоположен Минко (Марин) Радев, който служи до преклонна възраст и след смъртта му няма постоянен свещеник.
След установяването на комунистическата власт в България през 1944 година черквата в Ръжево е затворена, черковният двор е разграден, сградата е обирана многократно и с времето започва да се руши. През 1985 година черквата е реставрирана, построена е нова желязна камбанария и през 1993 година отново започва да функционира като Божи храм. През 2005 година по случай 120-годишнината от освещаването на църквата в двора ̀и е изградена каменна чешма. В началото на XXI век черквата се поддържа от Благой Тодоров на доброволни начала.
Когато при комунистическата власт е строена новата голяма сграда на читалището, кметството и пощата (наричана до 90-те Културен дом, днес Читалището, Кметството или Пощата, в съответствие с контекста) черквата съзнателно е оставена зад гърба ѝ, а площадчето, сградата на магазина и Големият парк са разположени отпред. Така днес черквата стои встрани от оформения център и е скрита от сградата на читалището.
В околностите на село Ръжево има много, често разкопавани от иманяри, тракийски могили – Пашовица, Попската могила, Мертикова могила, Карахасанова могила, Вълкова могила, Арасан, Драковица, Плоска могила, Винарица, Трите могили. Вълкова могила е кръстена на легендарния тракийски хайдутин Вълко, за когото местна легенда твърди, че е закопал натрупаното имане на един хвърлей с пушка от могилата, но никой не знае в каква посока. Този Вълко най-вероятно е Вълко войвода от пловдивското село Войнягово, действал с чета в района в края на 18 и началото на XIX век.

## Редовни събития
Традиционният събор на село Ръжево е на 9 май – летният Свети Николай (Летен Никулден).

## Родове
В село Ръжево има няколко големи рода, като най-голям е Гергьовският, от който е Хайдут Трифон. Много хора от този род се изселват в село Оджумар (днешния квартал на Бургас Меден рудник). Другите големи родове са Чоновци – известен като най-ученолюбивият род на селото, Кичуците, Пенчовци, Крачолите. Изселници от Ръжево основават и големият Брестнишки род Ръжови.

## Личности
- Най-известният ръжевец е старият кмет на село Ръжево Дядо Иван Брадата от „Грехът на дяда Ивана“, разказ на Ангел Каралийчев, който оставя може би единствените упоменавания на Ръжево в българската художествена литература. В този разказ дядо Иван Брадата се представя пред райския ключар Свети Петър, който вади една везна и започва да мери греховете и добрите дела на ръжевския кмет. Свети Петър слага на блюдото на греховете една малка капчица, а Дядо Иван започва да пълни блюдото на добрите си дела – чешмата сред селото, която направил през деветстотин и седмото лято, с два чучура и девет каменни корита, големия каменен мост, новата черква с ония ми ти златни и сребърни кандила. Но блюдото с греха си остава по-тежко, защото капчицата е сълзата, която един слепец пролял, когато пийналият ръжевски кмет вместо милостиня пуснал в ръката му камъче и му казал „На, от него аз цял мост направих!“. И в резултат на претеглянето дядо Иван Брадата навежда глава и поема надолу към пъкъла.[26]
- В друг разказ на Ангел Каралийчев „Жълтици“ ръжевци начело с Дядо Златан молят чрез Свети Петър Дядо Господ, който често пазарувал в Ръжево, от небето вместо дъжд да валят жълтици, но лакомията им ги погубва и се налага отново да се молят, този път за вода.[27]
- Доцент, доктор на философските науки Кръстю Кръстев (1933 – 2016), от рода Крачолите, е бивш заместник-директор на Института по философия при Българската академия на науките, преподавател по философия и социология на религията във Великотърновския университет „Св. св. Кирил и Методий“.[28]
- Ръжевците Димитър Доков, синът му Ромео Доков (известен в Ръжево като Румен) и внук му Явор Доков през пролетта на 2006 година пострадаха при инцидента на магистрала Тракия с лидера на „Атака“ Волен Сидеров и шофьора му.[29]
- Димитър Радев (1880 – ? г.), македоно-одрински опълченец, Първа рота на Четиринадесета воденска дружина[30]
- Янко Иванов, македоно-одрински опълченец, Продоволствен транспорт на МОО, носител на бронзов медал[31]

## Говор
Професор Любомир Милетич в „Източнобългарските говори“ разделя говорите на българите православни и католици (павликяни) в региона, като смята, че католическите са стари рупски говори, свързани с говорите в Рупчос, Странджа и Чепино, а православните са „по-близо до балканските, по-точно до калоферския, карловския и старозагорския“. И до днес православните ръжевци се подиграват на католическия говор. Професор Стойко Стойков в „Българска диалектология“ също разглежда православните говори в региона като част от централния балкански диалект.
Някои от фонетичните особености на ръжевския говор са:
- Типичната за повечето източни говори пълна редукция на широките гласни в неударено положение – зилѐну, бъшта̀, мисо̀.
- Ъ вместо старобългарския голям юс – сът, крък, зъп.
- Различен застъпник на старобългарския ят, като в книжовния език – б’ал – бели, за разлика от рупското и пловдивско б’ал – б’али.
- Изпадане на съгласната х или заместването и с ѝ или в (ф) – суф ляп, ръзло̀пчвъм, мъйнѝ съ.
- Изпадане на съгласната т от групата стр – срѝнъ, сесра̀, Сря̀мъ.
- Твърди гласни в глаголните окончания за 1 л.ед.ч. – но̀съ, о̀дъ, къ̀пъ, въръ̀.
- Превръщане на групата съгласни мн във вн – сто̀внъ, по̀внъ, тѐвну.

Някои от морфологичните особености на ръжевския говор са:
- Членната форма за м.р. е винаги ът – Излѝзъм на пъ̀тйът, Дай ми но̀жът.
- Членна форма тът за съществителни от ж.р., завършващи на съгласна – султъ̀т, кръфтъ̀т, ноштъ̀т.
- Често членуване на мъжките лични имена – Да̀дуф гу нъ Никула̀йът – може би под гръцко влияние.
- Частици за бъдеще време зъ – традиционната за говора и жъ – по-нова. Зъ няма добро етимологическо обяснение и някои езиковеди смятат, че е заемка от гръцката частица за бъдеще време θα.

Някои от лексикалните особености на ръжевския говор са:
- Наречие вѝдилу вместо светло – И дъ съ прибирѐш пу вѝдилу!.
- Прозорец е в женски род – прузо̀ркъ. – Сидѝ пу цял ден нъ прузо̀ркътъ, глѐдъ о̀рътъ.
- Наречия зъра̀н – утре сутрин, уза̀рнъ – днешната, минала сутрин.
- Много гърцизми – мя̀съм, ва̀пцъм, кълѐку, лиу̀са, о̀ти – О̀ти? О̀ти съ уко̀ти тво̀йту чѐрну ко̀ти!.
- Много турцизми – куртулѝсвъм, бѐлки (от тур. belki – може би, възможно е), ко̀скуджа̀мити, иксѝк, ъдѐт, ъйля̀к.

Някои поговорки, записани в село Ръжево:
- Бѝту мага̀ри напрѐж дръ̀пъ.
- Ф ино̀ грънѐ пръдъ̀т.
- Зъ пѝтъни пъра̀ ни ѝскът.
- Кой ял бига̀л, кой уста̀л дига̀л.
- Лъ̀жи кату дългупо̀лски цѝгънин.
- Нъпръвѝ дубро̀, пъ яж лъйно̀.
- Ни вѝкай „Мецу“, дъ ни съ уба̀ди.
- По̀път кат’ мина̀а, мина̀а приз ця̀луту сѐлу.
- Тръгнѝ слът бръ̀мбрът, тъ дъ тъ завидѐ нъ лъйно̀ту.

Някои специфични мъжки имена за село Ръжево
- Бочо – умалително от Богоя.
- Вичо – умалително от Видул.
- Лачо – умалително от Лазар.
- Гочо – умалително от Георги.
- Максен – вариант на Максим.
- Митор – умалително от Димитър.
- Чоно.

## Кухня
- Биди – печени на сач питки, които в други райони на България се наричат катми, но приготвяни в Ръжево с кисел квас.
- Бяла каша (сиренява каша) – изпича се брашно, добавя се масло, сирене и яйце и се вари до сгъстяване.
- Традиционният тип ракия, варена в село Ръжево, е сливовата анасонлийка, която местните жители препичат двойно и често градусите ѝ надвишават 60 °C. Традиционно при раждането на мъжко дете стотина литра анасонлийка се отделят и дори за по-сигурно закопават за сватбата му.
- Трахана (трайнъ) – традиционна ръжевска закуска, представляваща попара с вода, хляб, изпържено масло с много червен пипер.
- Тиганици.
- Гизлемета – пържени на тиган пирожки с пълнеж от сладко или сирене.

## Други
- Футболният отбор на село Ръжево се нарича Сокол.

Някои типични детски игри и развлечения в Ръжево са:
- Бомбички.
- Гама – от края на 80-те години.
- Димки – поради наличието на многобройни оризища (чалтици) в областта Арасан, през 80-те години лятно време ръжевци са тормозени от ята комари и практиката децата да правят димки често е насърчавана от възрастните.
- Жилка – прашка.
- Лалугери – лов на лалугери в местностите около Арасан и река Стряма. Няколко души с кофи пълни с вода изсипват течността в дупките на лалугерите, другите погват изкачащите гризачи с пръчки и камъни.
- Кралю-Порталю.
- Кър – наричан също бум, началото на 90-те години.
- Лагерна количка или лагерница.
- Ластик.
- Мач – футбол.
- Миждарка (мижидарка) – криеница.
- Прескочикобила.
- Ръжевски бъз – комбинация между класически бъз и криеница.
- Стражари и апаши.
- Стрелки – краят на 80-те години.
- Тунел.
- Тъпкач – вид самоделна пушка.
- Файтон – наричана също гъзенка, футболна игра на една врата.
- Фунийки.
- Челик – до 60-те години.

Някои типични детски броенки в Ръжево са:
- Камбаната бие, попът се мие. Камбаната спря, попът умря.
- Онче, бонче, счупено пиронче, риба, щука, махай се оттука.

Някои популярни игри с карти в Ръжево са:
- Белот – бридж-белот, тотално доминиращ игрите с карти при наличие на четирима души, игран с правилото за задължително качване на без коз, а понякога и с карловското правило за скрит белот при игра на боя – белотът се обявява при игра на втората карта от двойката поп и дама коз.
  - Тройка белот – основна игра за трима за по-старото поколение.
  - Двойка белот – една от двете основни игри за двама.
  - Открит белот.
- Война – основна игра за децата.
- Сантасе – една от основните игри за двама.
- Скамбил – до 60-те години, стандартният френски белот.
- Три-пет-осем – блато, игра за трима за по-младото поколение.